# Màquina de fluid
Una màquina de fluid és aquella màquina que té com a funció principal intercanviar energia amb un fluid que les travessa. Aquest intercanvi implica directament una transformació d'energia. Les màquines de fluid es solen classificar segons diversos principis. Les tres classificacions presentades a continuació són complementàries de manera que, per exemple, un ventilador és una turbomàquina hidràulica generadora, mentre que un motor d'explosió és un motor tèrmic de moviment alternatiu (de desplaçament positiu). Les màquines de fluid també es classifiquen atenent a dos criteris, la quantitat de fluid i el moviment de la màquina.

## Segons la naturalesa del fluid que les travessa
Una màquina hidràulica o màquina de fluid incompressible és aquella que treballa amb fluids incompressibles. A aquest grup pertanyen les màquines que treballen amb líquids (per exemple, aigua) però a més s'inclouen aquelles que treballen amb gasos quan aquests es comporten com incompressibles, com ara els ventiladors. Aquestes màquines aprofiten únicament l'energia mecànica disponible en el fluid (cinètica i potencial), de manera que si s'incrementa la temperatura del fluid a l'entrada de la màquina, simplement s'obtindrà a la sortida un fluid més calent, sense que aquest increment de temperatura suposi un aprofitament major de l'energia disponible. Així, els molins, aprofiten l'energia cinètica dels cursos d'aigua, mentre que les modernes centrals hidroelèctriques aprofiten l'energia potencial de l'aigua embassada. L'estudi dels intercanvis d'energia en les màquines hidràuliques és objecte de la mecànica de fluids.
Una màquina tèrmica o màquina de fluid compressible és aquella que treballa amb fluids compressibles, ja siguin condensables (cas de la màquina de vapor) o no condensables (com la turbina de gas). En aquest cas, sí que aprofita l'energia tèrmica del fluid, ja que l'energia mecànica es produeix mitjançant l'expansió del fluid (increment del seu volum específic). En aquest cas, en incrementar la temperatura del fluid a l'entrada de la màquina, s'obtindrà una major quantitat d'energia mecànica en l'eix de la màquina. L'estudi dels intercanvis d'energia en les màquines tèrmiques és objecte de la termodinàmica.

## Segons el mecanisme d'intercanvi energètic
Les màquines volumètriques o de desplaçament positiu són aquelles màquines que són travessades per quantitats discretes de fluid. Aquestes al seu torn es classifiquen en alternatives o rotatives en funció del moviment exercit.
Les turbomàquines són aquelles màquines que són travessades per un flux continu i que intercanvien energia a través d'un òrgan de moviment rotatiu, és a dir, un rotor.

## Segons el sentit d'intercanvi energètic
Si en el procés el fluid incrementa la seva energia, la màquina es denomina generadora (compressors, bombes), mentre que si la disminueix, la màquina s'anomena motora (turbines, motors d'explosió).